# Borough of Holderness
Holderness var ett distrikt i Humberside i England. Distriktet hade 51 800 invånare år 1992. Distriktet upprättades den 1 april 1974 genom att borough Hedon, stadsdistrikten Hornsea och Withernsea slogs ihop med landsdistriktet Holderness och Bull Sand Fort. Det avskaffades 1 april 1996 och blev en del av East Riding of Yorkshire.